# 13 de março
13 de março é o 72.º dia do ano no calendário gregoriano (73.º em anos bissextos). Faltam 293 dias para acabar o ano.

## Eventos históricos

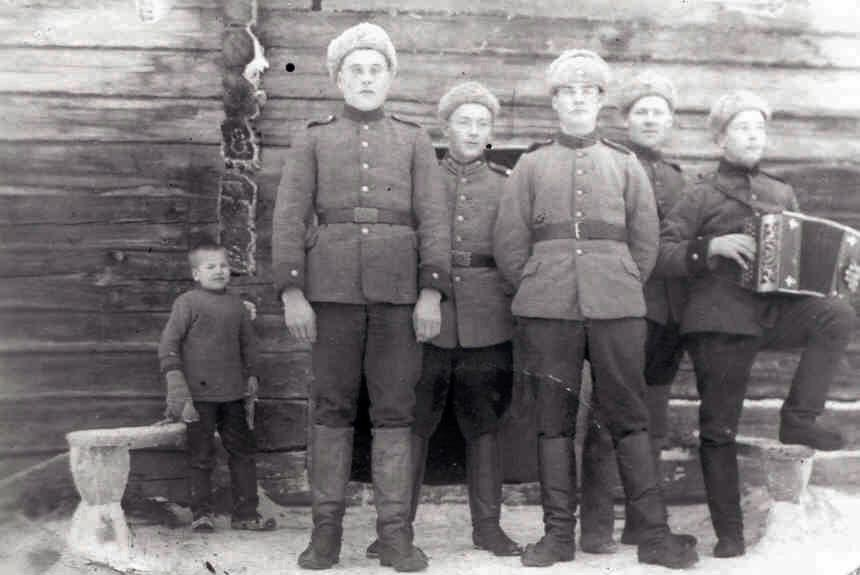
1940: Soldados finlandeses durante a Guerra Russo-Finlandesa

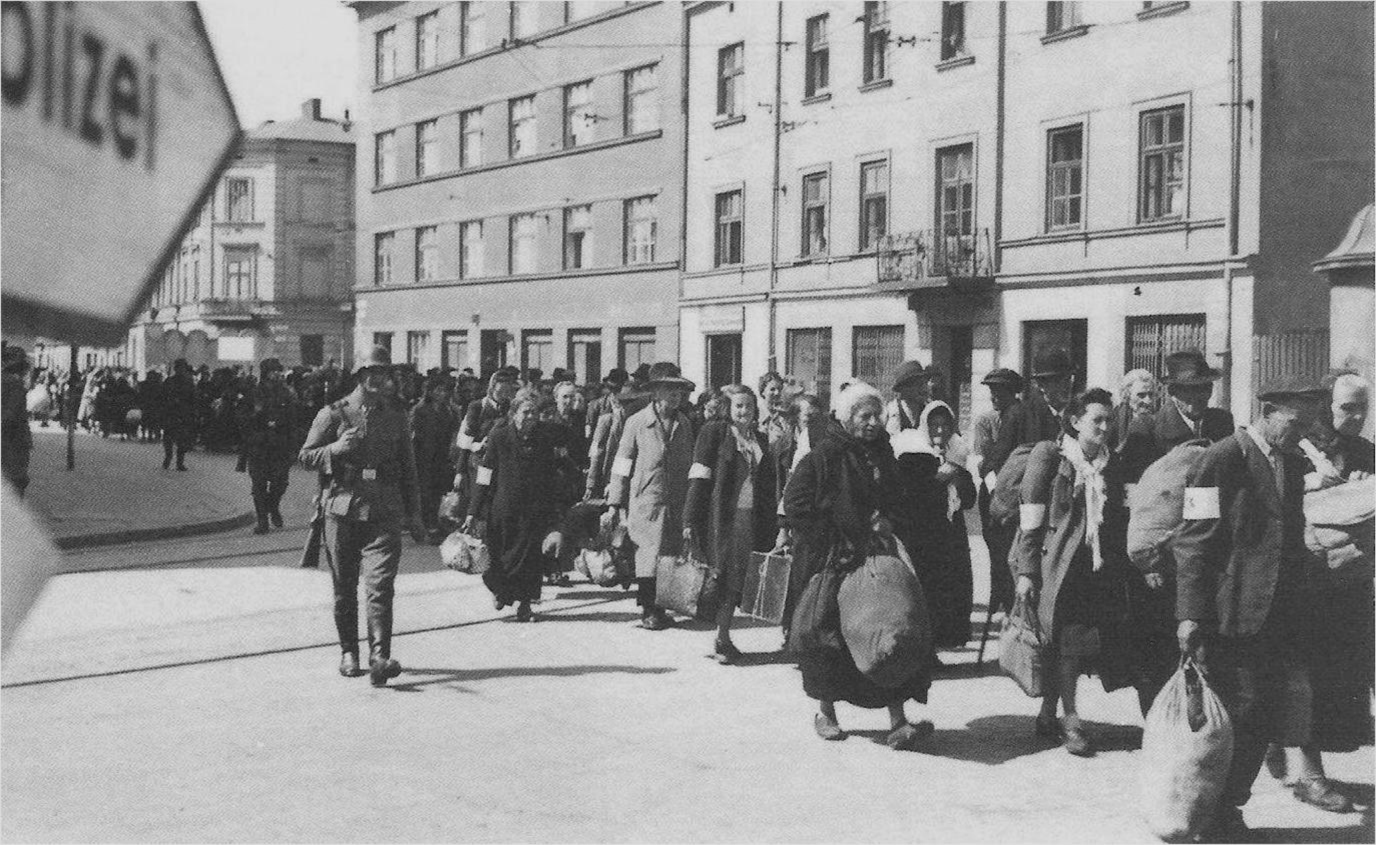
1943: Deportação de judeus do gueto de Cracóvia

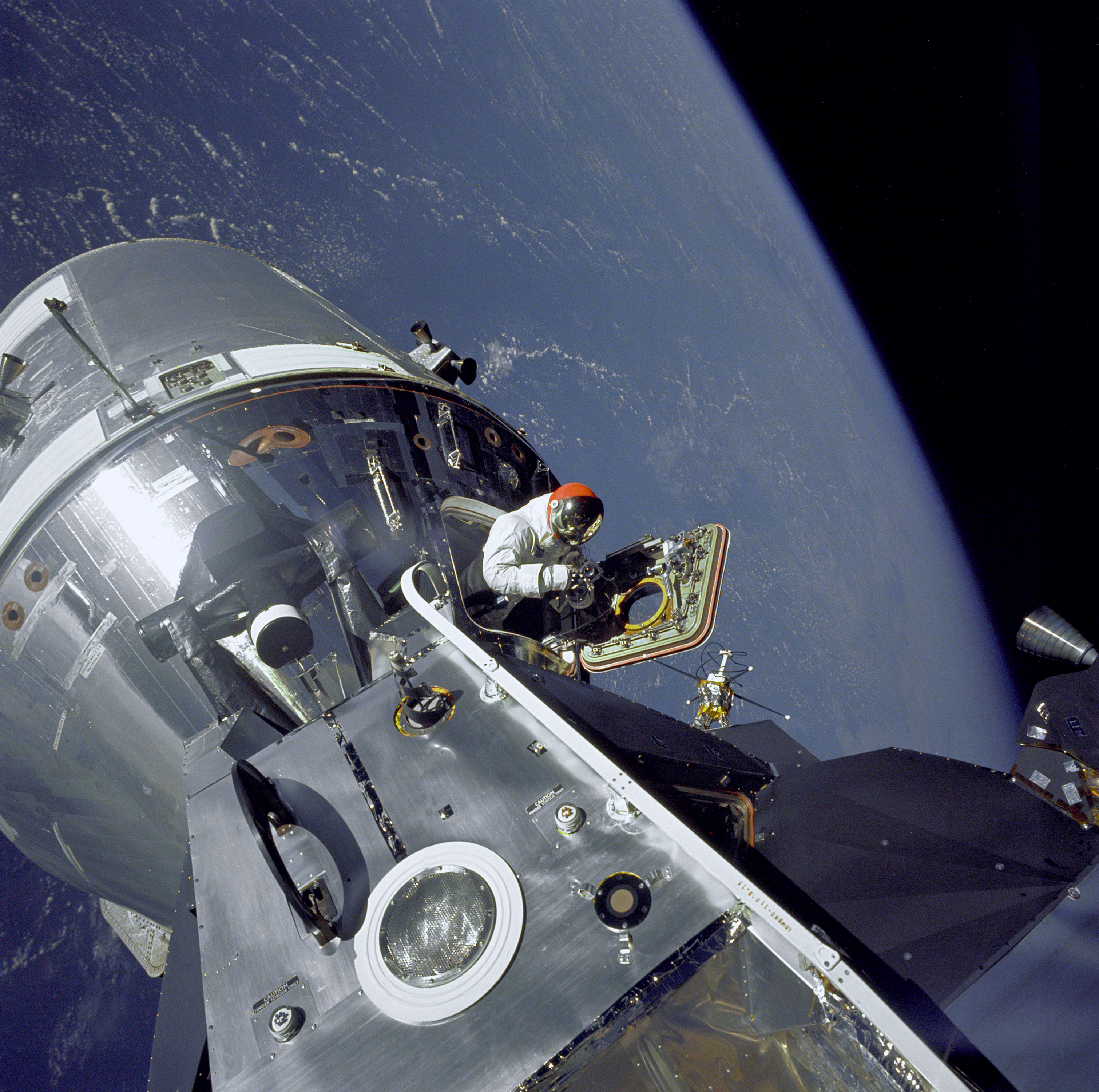
1969: Apollo 9 - Atividade extraveicular em órbita da Terra para testes de equipamento

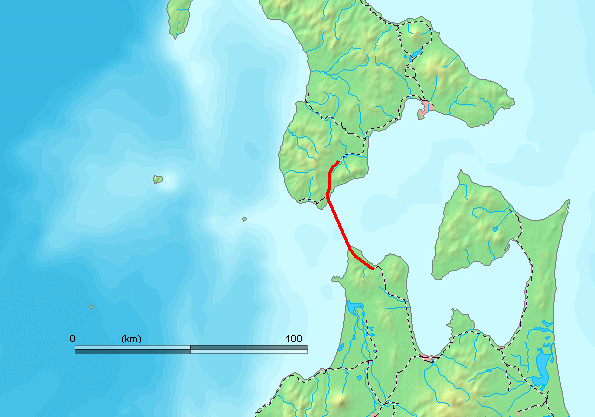
1988: O túnel Seikan liga as ilhas de Honshu (a sul) e Hokkaido (a norte)

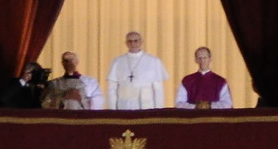
2013: Papa Francisco aparece pela primeira vez no balcão central da Basílica de São Pedro após a sua eleição

- 0624 — Batalha de Badr, a primeira grande batalha entre os seguidores de Maomé e os coraixitas de Meca.
- 0874 — Os ossos de São Nicéforo são enterrados na Igreja dos Santos Apóstolos, Constantinopla.
- 1138 — O cardeal Gregorio Conti é eleito Antipapa como Vítor IV, sucedendo Anacleto II.
- 1325 — Fundação da cidade de Tenochtitlán, a capital do Império Asteca no atual México.
- 1639 — O "New College" (Colégio Novo), em Cambridge, Colônia da Baía de Massachusetts, colônia do Reino da Inglaterra, muda de nome para "Harvard College" (Colégio Harvard) em homenagem ao pastor congregacional calvinista John Harvard. Esta instituição de ensino é conhecida hoje como Universidade Harvard.
- 1697 — Tayasal, capital do último reino maia independente, é tomada pelos conquistadores espanhóis, a etapa final na conquista espanhola da Guatemala.
- 1741 — Começa a Batalha de Cartagena das Índias (parte da Guerra da Orelha de Jenkins).
- 1777 — Se inicia a Viradeira, a designação que se dá ao período de reação antipombalina que se iniciou após a aclamação da rainha Dona Maria I de Portugal, em substituição do marquês de Pombal e seus apadrinhados.
- 1781 — William Herschel descobre o planeta Urano.
- 1809 — Gustavo IV Adolfo da Suécia é deposto por um golpe de Estado.
- 1811 — Guerras Napoleônicas: no mar Adriático ocorre a batalha naval pela posse da importante ilha estratégica de Lissa.
- 1823 — A Batalha do Jenipapo ocorreu às margens do riacho de mesmo nome e foi decisiva para a Independência do Brasil e consolidação do território deste país.
- 1826 — Papa Leão XII publica a constituição apostólica Quo graviora na qual ele renovou a proibição de católicos ingressarem na maçonaria.
- 1830 — Armada Imperial Brasileira finda sua base naval da Divisão Naval do Leste no território de Cabinda (atualmente uma província de Angola), que era efetivamente o único território colonial brasileiro fora da América do Sul.[1]
- 1845 — O Concerto para violino de Felix Mendelssohn recebe sua estreia em Leipzig [2]
- 1848 — Começam em Viena as Revoluções de 1848 nos Estados alemães.
- 1865 — Guerra de Secessão Americana: os Estados Confederados da América relutantemente concordam em utilizar tropas afro-americanas.
- 1881 — O imperador Alexandre II da Rússia é assassinado próximo ao seu palácio por radicais que exigem um governo constitucional (pelo calendário juliano, em uso na Rússia naquela ocasião, a data é 1 de março.).
- 1884 — Início do Cerco de Cartum. Vai até 26 de janeiro de 1885.
- 1900 — Segunda Guerra dos Bôeres: forças britânicas ocupam Bloemfontein, Estado Livre de Orange.
- 1915 — Primeira Guerra Mundial: término da Batalha de Neuve Chapelle, uma ofensiva britânica na região de Artois que quebrou as defesas alemãs.
- 1920 — O Kapp-Putsch (golpe de estado de Kapp) expulsa o governo da República de Weimar de Berlim.
- 1921 — A Mongólia se declara uma monarquia independente, governada pelo oficial militar russo Roman Ungern von Sternberg como um ditador.
- 1930 — A notícia da descoberta de Plutão é anunciada pelo Observatório Lowell.
- 1933 — A Grande Depressão: os bancos nos Estados Unidos reabrem após a ordem do presidente Franklin Delano Roosevelt de "feriado bancário".
- 1940 — Termina a Guerra de Inverno soviético-finlandesa.
- 1943 — Holocausto: as forças alemãs liquidam com o gueto judeu de Cracóvia.
- 1954 — Primeira Guerra da Indochina: as forças Việt Minh sob o comando de Vo Nguyen Giap desencadeiam um intenso ataque de artilharia sobre os franceses dando início à Batalha de Dien Bien Phu, foi a última batalha da Guerra da Indochina.
- 1964 — É realizado na Estação Central do Brasil, no Rio de Janeiro, o Comício das Reformas. Com a presença e discursos do então presidente João Goulart, dos então governadores Leonel Brizola (Rio Grande do Sul) e Miguel Arraes (Pernambuco) e também com a presença do político Luis Carlos Prestes. O ato foi considerado uma provocação de cunho comunista pelos adversários do presidente.
- 1967 — Ditadura Militar Brasileira: é promulgada a Lei de Segurança Nacional.
- 1969 — Programa Apollo: a Apollo 9 retorna com segurança à Terra depois de testar o Módulo Lunar.
- 1984 — A Argentina pede a desmilitarização das ilhas Malvinas – (ver Guerra das Malvinas) e expressa sua preocupação pela instalação de elementos nucleares no arquipélago.
- 1986 — A sonda espacial Giotto se aproxima a menos de 500 quilômetros do núcleo do cometa Halley.
- 1988 — Inaugurado no Japão o mais longo túnel ferroviário do mundo. O túnel Seikan contém um trecho de 23,3 km sob o leito marinho. Conecta a prefeitura de Aomori, na ilha japonesa de Honshu, à ilha de Hokkaido.
- 1995 — Criação do Manifesto Dogma 95, um movimento cinematográfico internacional.
- 1997
  - As Missionárias da Caridade da Índia escolhem a Irmã Nirmala para suceder Madre Teresa de Calcutá como sua líder.
  - As Luzes de Phoenix são vistas sobre Phoenix, Arizona por centenas de pessoas, e por milhões na televisão.
- 2013 — Papa Francisco é eleito, no conclave papal, como o 266.° Papa da Igreja Católica.
- 2016 — Manifestações contra a então presidente Dilma ocorrem em todas as capitais e algumas cidades do Brasil.
- 2019 — Massacre em escola deixa pelo menos 10 mortos e 17 feridos em Suzano, São Paulo, Brasil.

## Nascimentos

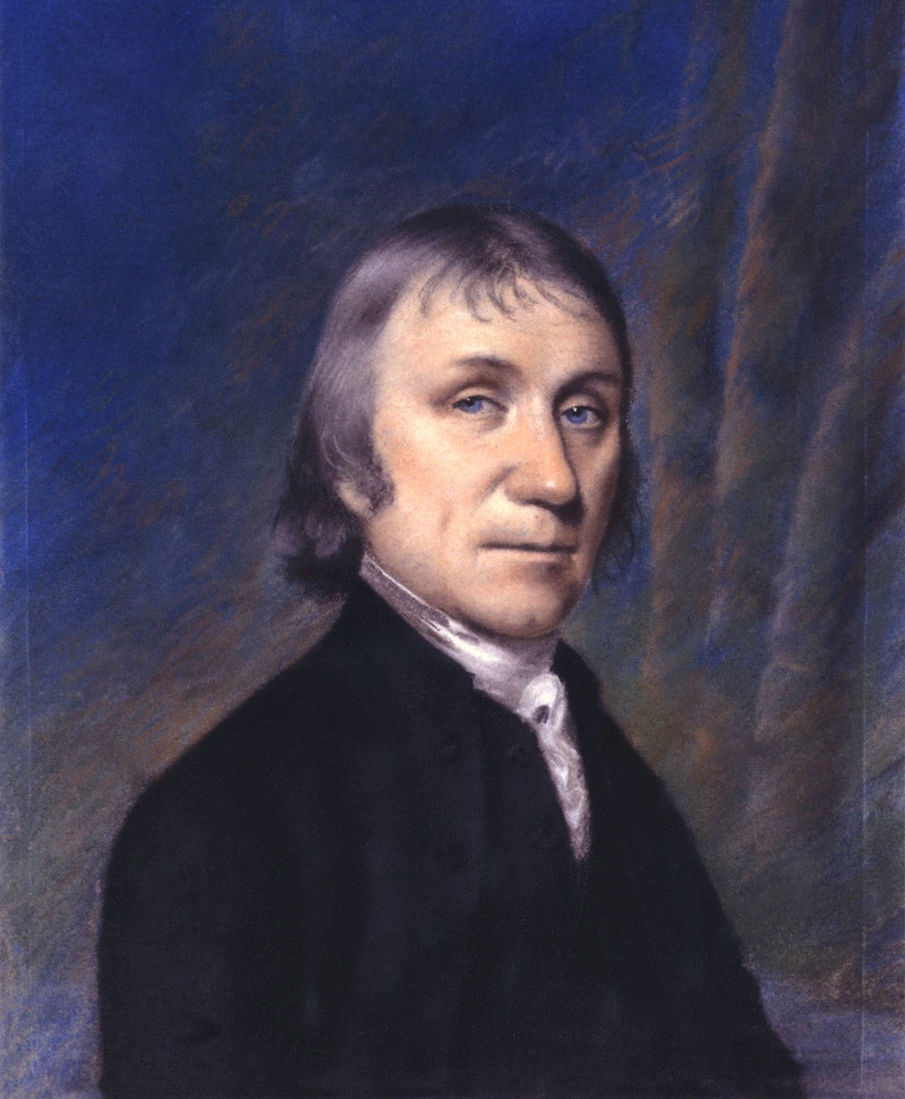
Joseph Priestley

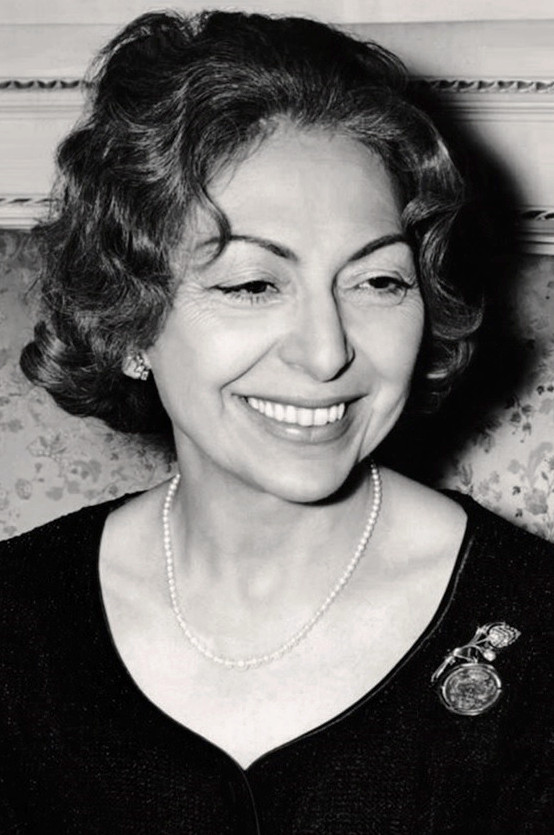
Maria Pia de Saxe-Coburgo e Bragança

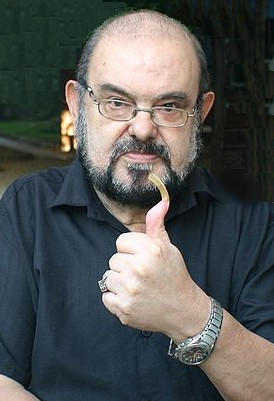
José Mojica Marins

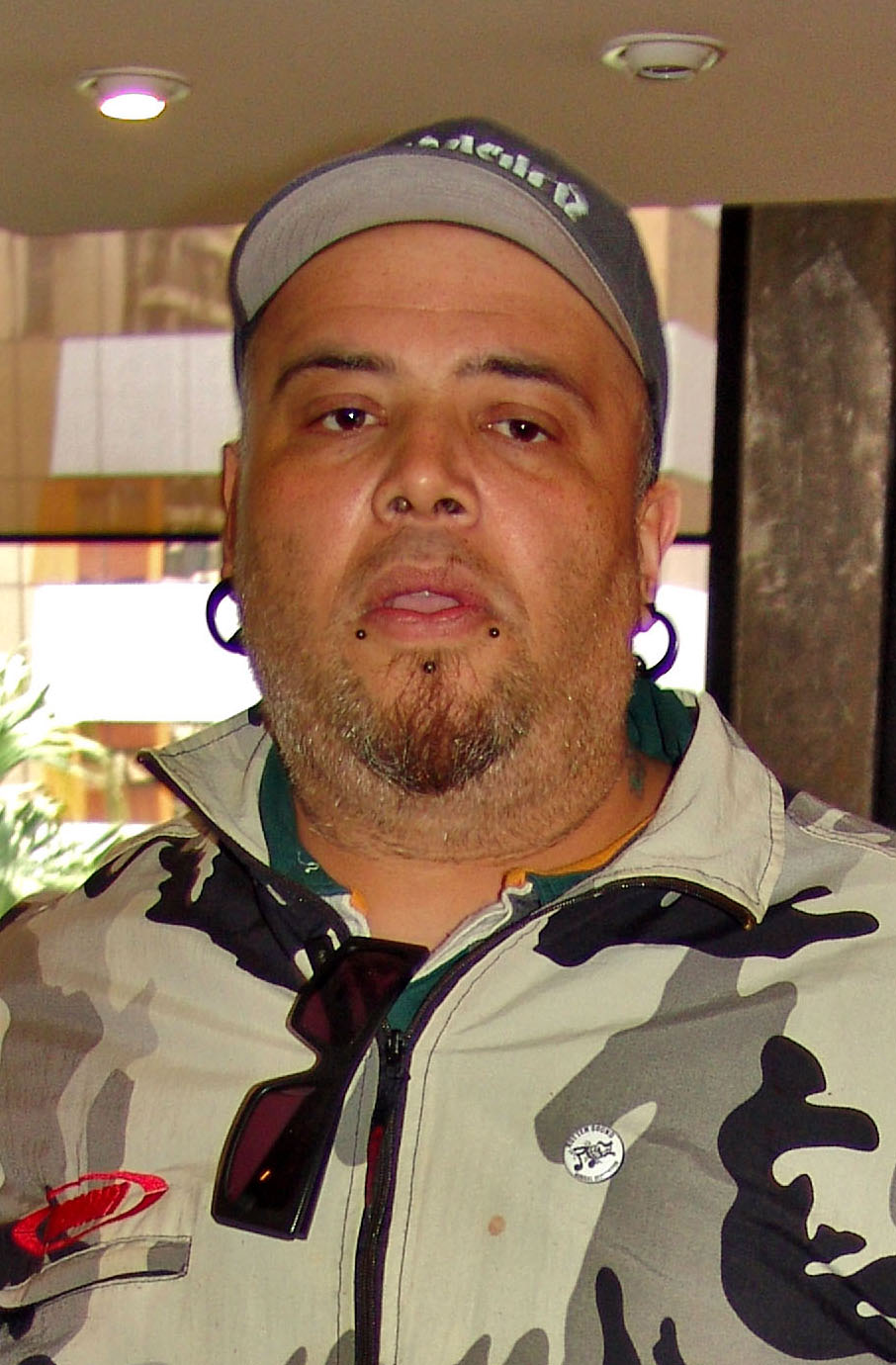
João Gordo

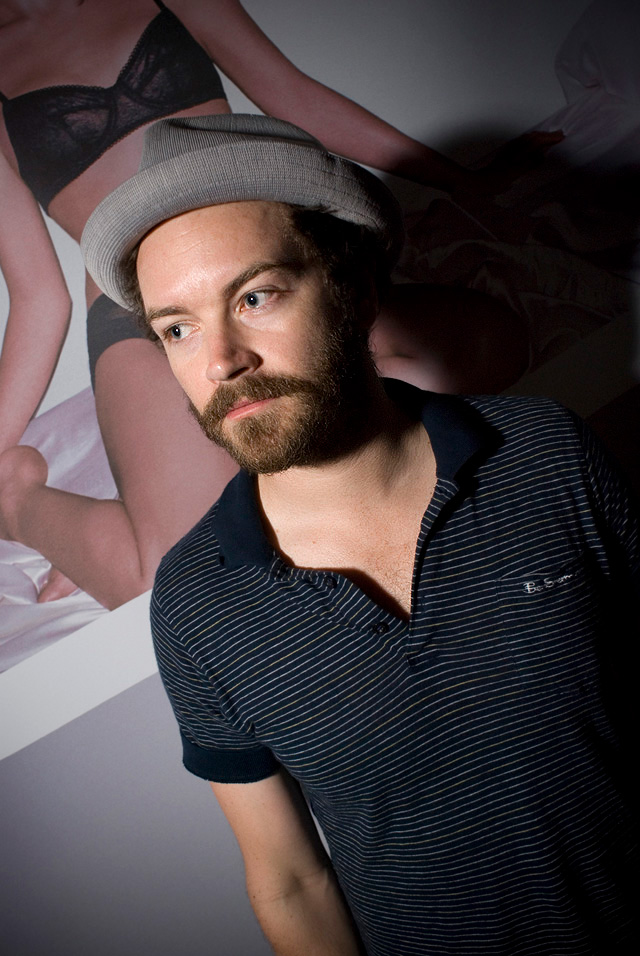
Danny Masterson

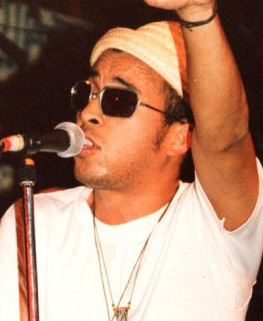
Chico Science

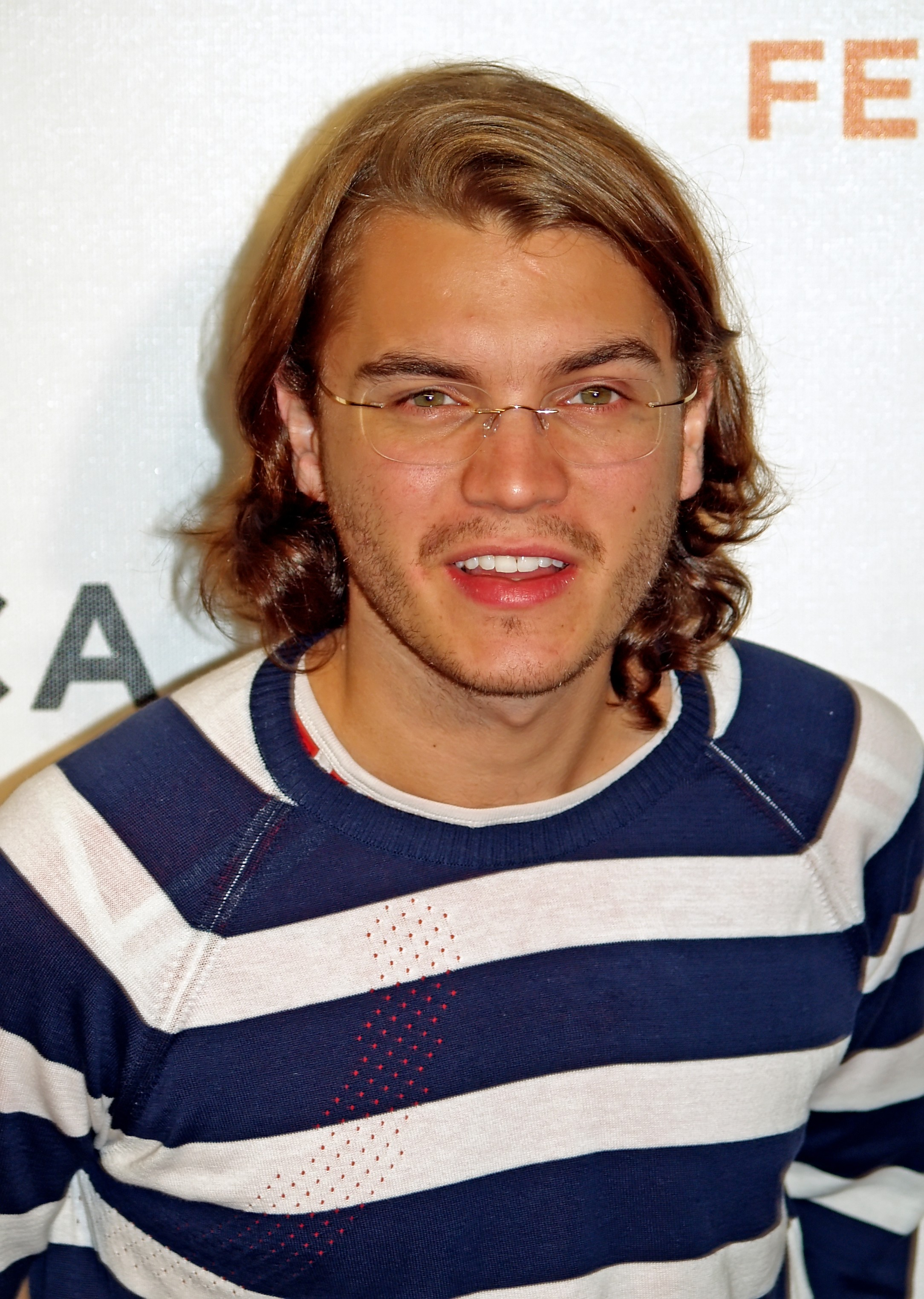
Emile Hirsch

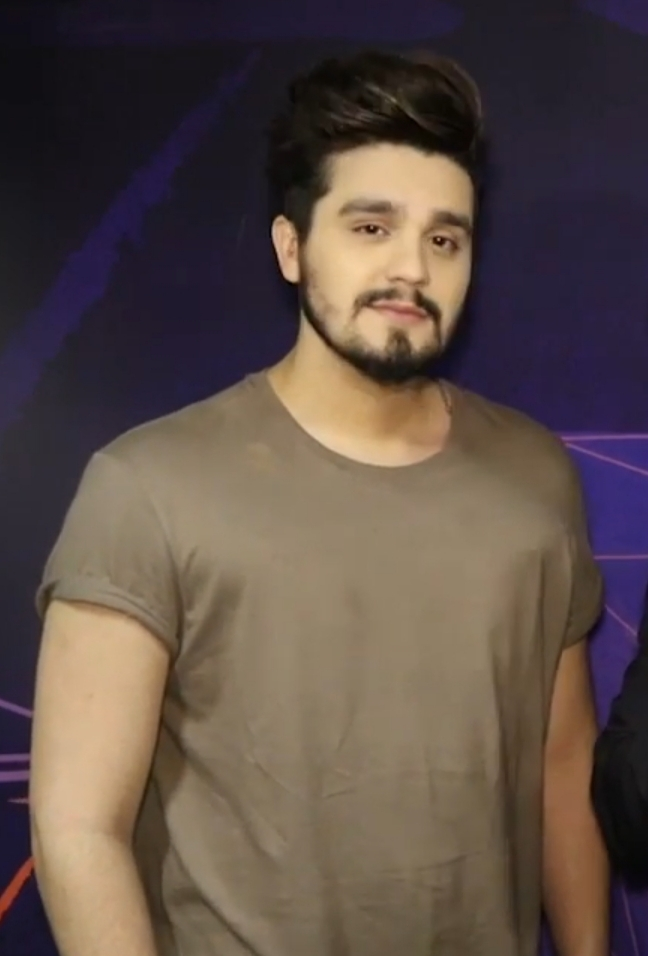
Luan Santana

### Anteriores ao século XIX
- 0963 — Ana Porfirogénita, grã-princesa de Quieve (m. 1011).
- 1271 — Judite de Habsburgo, rainha da Boêmia e Polônia (m. 1297).
- 1372 — Luís de Valois, Duque de Orleães (m. 1407).
- 1593 — Georges de La Tour, pintor francês (m. 1652).
- 1599 — João Berchmans, escolástico e santo jesuíta belga (m. 1621).
- 1615 — Papa Inocêncio XII (m. 1700).
- 1720 — Charles Bonnet, historiador e escritor suíço (m. 1793).
- 1733
  - Joseph Priestley, cientista e ministro britânico (m. 1804).
  - Johann Zoffany, pintor alemão (m. 1810).
- 1741 — José II do Sacro Império Romano-Germânico (m. 1790).
- 1753 — Luísa Maria Adelaide de Bourbon, nobre francesa (m. 1821).
- 1763 — Guillaume Brune, general e diplomata francês (m. 1815).
- 1764 — Charles Grey, 2.º Conde Grey, político britânico (m. 1845).
- 1770 — Daniel Lambert, criador de animais britânico (m. 1809).
- 1781 — Karl Friedrich Schinkel, pintor e arquiteto alemão (m. 1841).
- 1790 — Antônio Dias Pavão, militar brasileiro (m. 1875).

### Século XIX
- 1804 — James Waddel Alexander, teólogo norte-americano (m. 1859).
- 1806 — Adolphe Napoléon Didron, historiador da arte e arqueólogo francês (m. 1867).
- 1807 — Francisco Gonçalves Martins, juiz, jornalista e político brasileiro (m. 1872).
- 1808 — Manuel de Jesus Coelho, político e publicista português (m. 1885).
- 1815 — James Curtis Hepburn, médico, linguista e missionário estado-unidense (m. 1911).
- 1817 — Susan Broun-Ramsay, Marquesa de Dalhousie (m. 1853).
- 1824 — Émile Verdet, físico francês (m. 1866).
- 1825
  - Hans Gude, pintor e acadêmico norueguês-alemão (m. 1903).
  - Benjamin Mountfort, arquiteto britânico (m. 1898).
  - Francisco Moreira de Carvalho, político brasileiro (m. 1888).
- 1830 — Antônio Conselheiro, líder social brasileiro (m. 1897).
- 1834 — J.C. Hare, clérigo e escritor britânico (m. 1903).
- 1839 — Tage Reedtz-Thott, político dinamarquês (m. 1923).
- 1841 — Antônio Joaquim Pires de Carvalho e Albuquerque, jurista, escritor, político e musicista brasileiro (m. 1915).
- 1850 — João Álvaro de Brito Albuquerque, político e jurista português (m. 1907).
- 1855 — Percival Lowell, astrônomo e matemático estado-unidense (m. 1916).
- 1857 — B. H. Roberts, historiador e político anglo-americano (m. 1933).
- 1860 — Hugo Wolf, compositor esloveno-austríaco (m. 1903).
- 1864 — Alexej von Jawlensky, pintor russo-alemão (m. 1941).
- 1866 — Franz Rudolf Bornewasser, religioso alemão (m. 1951).
- 1869 — Ramón Menéndez Pidal, filólogo e historiador espanhol (m. 1968).
- 1870
  - Albert Meyer, político suíço (m. 1953).
  - John Isaac Briquet, botânico suíço (m. 1931).
- 1873 — José de Bettencourt da Silveira e Ávila Júnior, marinheiro português (m. 1936).
- 1874 — Ellery Clark, atleta, treinador e advogado americano (m. 1949).
- 1883 — Enrico Toselli, pianista e compositor italiano (m. 1926).
- 1884 — Hugh Walpole, escritor e educador neozelandês-britânico (m. 1941).
- 1887 — Alexander Vandegrift, militar estado-unidense (m. 1973).
- 1888
  - Anton Makarenko, pedagogo russo (m. 1939).
  - Paul Morand, escritor e diplomata francês (m. 1976).
- 1890 — Fritz Busch, maestro e diretor alemão (m. 1951).
- 1897 — Yeghishe Charents, poeta e ativista armênio (m. 1937).
- 1898 — Henry Hathaway, diretor e produtor cinematográfico estado-unidense (m. 1985).
- 1899
  - John Hasbrouck Van Vleck, físico e matemático americano, ganhador do Prêmio Nobel (m. 1980).
  - Pancho Vladigerov, pianista e compositor búlgaro (m. 1978).
- 1900
  - Giórgos Seféris, poeta e diplomata grego, ganhador do Prêmio Nobel (m. 1971).
  - Gregório Lourenço Bezerra, militante político brasileiro (m. 1983).

### Século XX

#### 1901–1950
- 1902 — Hans Bellmer, pintor e escultor franco-alemão (m. 1975).
- 1903 — Yasutaro Koide, supercentenário japonês (m. 2016).
- 1904 — August Heim, esgrimista alemão (m. 1976).
- 1906 — Antoine Nguyên Van Thien, bispo católico vietnamita (m. 2012).
- 1907 — Maria Pia de Saxe-Coburgo Gotha e Bragança, escritora e jornalista portuguesa (m. 1995).
- 1909 — Plinio Bove, médico brasileiro (m. 1995).
- 1910 — Nuno Rodrigues dos Santos, político português (m. 1984).
- 1911
  - José Ardévol, compositor e maestro cubano (m. 1981).
  - Józef Kowalski, padre e beato católico polonês (m. 1942).
  - L. Ron Hubbard, escritor norte-americano (m. 1986).
  - Benedito Mário Calazans, religioso e político brasileiro (m. 2007).
- 1912 — João Braz, poeta, jornalista e escritor português (m. 1993).
- 1913 — Serguei Mikhalkov, escritor e dramaturgo russo (m. 2009).
- 1915 — João Colodel, político brasileiro (m. ?).
- 1916 — Jacque Fresco, engenheiro e acadêmico estado-unidense (m. 2017).
- 1918 — Mário Gibson Barbosa, diplomata brasileiro (m. 2007).
- 1921
  - Al Jaffee, cartunista americano (m. 2023).
  - Gitta Sereny, historiadora, escritora e jornalista húngara (m. 2012).
- 1923
  - Dimitris Ioannidis, general grego (m. 2010).
  - José Rafael Botelho, arquiteto e urbanista português.
- 1924
  - Gessy Fonseca, atriz e dubladora brasileira (m. 2018).
  - Raúl Córdoba, futebolista mexicano (m. 2017).
- 1925
  - John Tate, matemático estado-unidense (m. 2019).
  - Roy Haynes, baterista e compositor estado-unidense (m. 2024).
  - Samir Gharbo, jogador de polo aquático egípcio (m. 2018).
- 1926
  - Carlos Roberto Reina, advogado e político hondurenho (m. 2003).
  - Fritz Schär, ciclista suíço (m. 1997).
- 1928 — Paulo Ribenboim, matemático brasileiro.
- 1929 — João Alfredo Medeiros Vieira, jornalista brasileiro (m. 2019).
- 1930 — Günther Uecker, pintor e escultor alemão.
- 1931
  - Aurora Molina, atriz espanhola (m. 2004).
  - Henry Källgren, futebolista sueco (m. 2005).
- 1935 — Alberto Ponce, violonista clássico espanhol (m. 2019).
- 1936
  - José Mojica Marins, cineasta e ator brasileiro (m. 2020).
  - Maria Teresa, atriz e comediante brasileira (m. 1999).
- 1937
  - Rogério Ceitil, cineasta português.
  - Antonio Betancort, futebolista espanhol (m. 2017).
- 1939
  - Neil Sedaka, cantor, compositor e pianista estado-unidense.
  - Clóvis Ilgenfritz, arquiteto, urbanista e político brasileiro (m. 2019).
  - Sérgio Emílio Brant de Vasconcelos Costa, político brasileiro (m. 2017).
- 1940
  - Berto Filho, jornalista e apresentador brasileiro (m. 2016).
  - Maria Helena Cardoso, técnica de basquetebol brasileira.
  - Jacqueline Sassard, atriz francesa (m. 2021).
- 1941
  - Donella Meadows, ambientalista, escritora e acadêmica americana (m. 2001).
  - Mahmoud Darwish, poeta e escritor palestino (m. 2008).
- 1942
  - Dave Cutler, cientista da computação e engenheiro americano.
  - Scatman John, cantor e compositor estado-unidense (m. 1999).
- 1943
  - André Téchiné, roteirista e diretor de cinema francês.
  - Giancarlo De Sisti, ex-futebolista e treinador de futebol italiano.
- 1944
  - Cacaso, letrista e poeta brasileiro (m. 1987).
  - Valmir Louruz, treinador de futebol brasileiro (m. 2015).
  - José Maria Fidélis, futebolista e treinador de futebol brasileiro (m. 2012).
- 1945 — Anatoli Fomenko, matemático e acadêmico russo.
- 1946
  - Yonatan Netanyahu, coronel americano-israelense (m. 1976).
  - Yann Arthus-Bertrand, fotógrafo e ambientalista francês.
  - Wilson Gomes, ex-futebolista brasileiro.
- 1947
  - Antônio de Almendra Freitas Neto, político brasileiro.
  - Lyn St. James, ex-automobilista estado-unidense.
  - Theodoros Katsanevas, político grego (m. 2021).
- 1949 — Ze'ev Bielski, político israelense.
- 1950 — William H. Macy, ator, diretor e roteirista estado-unidense.

#### 1951–2000
- 1951 — Izhar Cohen, ator e cantor israelense.
- 1952 — Wolfgang Rihm, compositor e educador alemão (m. 2024).
- 1953 — Deborah Raffin, atriz estado-unidense (m. 2012).
- 1954
  - Valerie Amos, Baronesa Amos.
  - Serguei Sidorsky, político bielorrusso.
- 1955
  - Bruno Conti, ex-futebolista e treinador de futebol italiano.
  - Edmund Ho Hau-wah, político macaense.
  - Glenne Headly, atriz estado-unidense (m. 2017).
- 1956
  - Dana Delany, atriz e produtora estado-unidense.
  - João Coser, político brasileiro.
- 1957 — John Hoeven, banqueiro e político americano.
- 1958
  - Mágico González, ex-futebolista salvadorenho.
  - Guillermo Arriaga, escritor mexicano.
  - Ján Kocian, ex-futebolista eslovaco.
- 1960
  - Adam Clayton, músico e compositor anglo-irlandês.
  - Joe Ranft, animador, roteirista e dublador americano (m. 2005).
  - Luciano Ligabue, cantor e compositor italiano.
  - Hiroshi Masuoka, ex-automobilista japonês.
  - Jorge Sampaoli, treinador de futebol argentino.
- 1961 — Sebastiano Nela, ex-futebolista italiano.
- 1962 — Conceição Ferreira, ex-meio-fundista portuguesa.
- 1963
  - Fito Páez, músico e compositor argentino.
  - Rick Carey, nadador norte-americano.
- 1964 — João Gordo, apresentador de televisão e músico brasileiro.
- 1965 — DJ Memê, produtor musical brasileiro.
- 1966
  - Chico Science, cantor e compositor brasileiro (m. 1997).
  - Ana Laura Ribas, showgirl e radialista brasileira.
- 1967
  - Andrés Escobar, futebolista colombiano (m. 1994).
  - Joseph Cao, político estado-unidense.
  - Roger Schmidt, ex-futebolista e treinador de futebol alemão.
- 1968 — Masami Okui, cantora japonesa.
- 1969
  - Luca Bucci, ex-futebolista italiano.
  - Wilson Estrela, ex-futebolista angolano.
- 1970
  - José Orlando Alves, compositor erudito brasileiro.
  - Tim Story, diretor e produtor estado-unidense.
  - Fábio Lago, ator brasileiro.
- 1971
  - Annabeth Gish, atriz estado-unidense.
  - Allan Nielsen, ex-futebolista e treinador de futebol dinamarquês.
  - Cláudia Chabalgoity, ex-tenista brasileira.
- 1972
  - Common, rapper e ator americano.
  - Cleisson, ex-futebolista brasileiro.
  - Leigh-Allyn Baker, atriz estado-unidense.
- 1973
  - Edgar Davids, ex-futebolista e treinador de futebol neerlandês.
  - David Draiman, músico e compositor estado-unidense.
  - Fábio Lago, ator brasileiro.
- 1974
  - Vampeta, ex-futebolista, treinador de futebol, comentarista e dirigente esportivo brasileiro.
  - Thomas Enqvist, ex-tenista e comentarista esportivo sueco.
  - Maurício Souza, treinador de futebol brasileiro.
  - Fernando Rech, ex-futebolista brasileiro.
  - Ederson Fofonka, ex-futebolista brasileiro.
- 1975 — Mark Clattenburg, ex-árbitro de futebol britânico.
- 1976
  - Danny Masterson, ator e produtor estado-unidense.
  - Cláudia Oliveira, atriz portuguesa.
  - James Dewees, músico estado-unidense.
  - Carlos del Cerro Grande, ex-árbitro de futebol espanhol.
- 1977
  - Brent Sancho, ex-futebolista e político trinitário.
  - Mohammed Sylla, ex-futebolista guineano.
- 1978
  - Tom Danielson, ex-ciclista americano.
  - Adriana Nieto, atriz mexicana.
  - Pedro Lopes Martins, poeta português.
  - Aaron Nguimbat, ex-futebolista camaronês.
  - Harry Milanzi, ex-futebolista zambiano.
- 1979
  - Johan Santana, ex-jogador de beisebol venezuelano-americano.
  - Daniel Díaz, ex-futebolista e treinador de futebol argentino.
  - Chris Leonard, instrumentista britânico.
  - Fábio Luiz Magalhães, jogador de vôlei de praia brasileiro.
  - Arkadiusz Głowacki, ex-futebolista polonês.
- 1980
  - Caron Butler, ex-jogador de basquete americano.
  - Rafael Pereira da Silva, ex-futebolista brasileiro.
  - Chiquinho Baiano, ex-futebolista brasileiro.
  - Lucian Sânmărtean, ex-futebolista romeno.
  - Marlus Viana, cantor brasileiro.
- 1981
  - Stephen Maguire, jogador profissional de snooker britânico.
  - Blas Pérez, ex-futebolista panamenho.
  - Juliana Mesquita, atriz brasileira.
  - Choi Tae-uk, ex-futebolista sul-coreano.
- 1982
  - Manuel Pasqual, ex-futebolista italiano.
  - Rita Pereira, atriz portuguesa.
  - Gisela Mota Ocampo, política mexicana (m. 2016).
  - Iziane, ex-jogadora de basquetebol brasileira.
- 1983
  - Kaitlin Sandeno, nadadora americana.
  - Niklas Tarvajärvi, ex-futebolista finlandês.
- 1984
  - Steve Darcis, ex-tenista belga.
  - Timur Bitokov, ex-futebolista russo.
  - Chanelle Scheepers, ex-tenista sul-africana.
  - Filipe José Machado, futebolista brasileiro (m. 2016).
  - Anderson Costa, ex-futebolista brasileiro.
- 1985
  - Alcides, ex-futebolista brasileiro.
  - Emile Hirsch, ator estado-unidense.
- 1986
  - Kazumasa Uesato,  ex-futebolista japonês.
  - Andreja Klepač, tenista eslovena.
  - Dmitriy Gruzdev, ciclista cazaque.
  - César Augusto Hermenegildo, ex-futebolista brasileiro.
  - Simon Geschke, ciclista alemão.
- 1987
  - Marco Andretti, automobilista estado-unidense.
  - Tai, futebolista brasileiro.
  - Soslan Dzhanayev, futebolista russo.
  - Andreas Beck, ex-futebolista alemão.
  - Christos Aravidis, futebolista grego.
- 1988 — Daiane Moretti, futebolista brasileira.
- 1989
  - Harry Melling, ator britânico.
  - Holger Badstuber, ex-futebolista alemão.
  - Marko Marin, ex-futebolista alemão.
  - Paulo Henrique, ex-futebolista brasileiro.
  - Peaches Geldof, modelo, apresentadora e jornalista britânica (m. 2014).
  - Robert Wickens, automobilista canadense.
  - Pierre Niney, ator francês.
- 1990
  - Raul Guilherme Martins, ex-futebolista brasileiro.
  - Anicet Abel, ex-futebolista malgaxe.
  - Frederik Backaert, ex-ciclista belga.
  - Stephane Faatiarau, futebolista taitiano.
- 1991
  - Luan Santana, cantor brasileiro.
  - Tristan Thompson, jogador de basquete americano.
  - Kwon Na-ra, atriz e cantora sul-coreana.
  - Daniyar Yeleussinov, pugilista cazaque.
- 1992
  - Kaya Scodelario, atriz britânica.
  - Matheus Galdezani, futebolista brasileiro.
  - George MacKay, ator britânico.
  - Ozuna, cantor e compositor porto-riquenho.
- 1993
  - Michael Santos, futebolista uruguaio.
  - Tyrone Mings, futebolista britânico.
- 1994
  - Yannick Gerhardt, futebolista alemão.
  - Gabriela Rocha, cantora brasileira.
  - Gerard Deulofeu, futebolista espanhol.
- 1995
  - Mikaela Shiffrin, esquiadora estado-unidense.
  - Emmanuel Morin, ciclista francês.
- 1996
  - Jaime Castrillo, ciclista espanhol.
  - Nathan Allan de Souza, futebolista brasileiro.
- 1997
  - Lei Tingjie, enxadrista chinesa.
  - Rúben Neves, futebolista português.
- 1998 — Jack Harlow, rapper e compositor norte-americano.
- 2000 — Wesley David, futebolista brasileiro.

### Século XXI
- 2001
  - Ramon Ramos Lima, futebolista brasileiro.
  - Alice Kinsella, ginasta britânica.
  - Beomgyu, cantor sul-coreano.
  - Matthew Hoppe, futebolista estadunidense.
- 2003 — Keegan Palmer, skatista australiano-americano.
- 2004 — Cori Gauff, tenista estado-unidense.

## Mortes

### Anteriores ao século XIX
- 0 600 — Leandro de Sevilha, religioso espanhol (n. 534).
- 1229 — Sancha Sanches, infanta portuguesa (n. 1180).
- 1332 — Teodoro Metoquita, estadista e escritor bizantino (n. 1270).
- 1375 — Maria de La Cerda, infanta de Castela (n. 1319).
- 1395 — John Barbour, poeta britânico (n. 1320).
- 1447 — Xaruque Mirza, governante timúrida da Pérsia e da Transoxânia (n. 1377).
- 1490 — Carlos I, Duque de Saboia (n. 1468).
- 1516 — Vladislau II da Hungria (n. 1456).
- 1578 — Manuel da Câmara, nobre português (n. ?).
- 1586 — Antônio Salema, político português (n. ?).
- 1619 — Richard Burbage, ator inglês (n. 1567).
- 1629 — Basilius Besler, médico e botânico alemão (n. 1561).
- 1711 — Nicolas Boileau, poeta e crítico francês (n. 1636).
- 1716 — André João Antonil, jesuíta italiano (n. 1649).
- 1719 — Johann Friedrich Böttger, químico e ceramista alemão (n. 1682).
- 1733 — Charlotte Aïssé, missivista francesa (n. 1693).
- 1735 — Sofia Edviges da Dinamarca, princesa dinamarquesa (n. 1677).
- 1773 — Philibert Commerson, botânico francês (n. 1727).

### Século XIX
- 1807 — Nikolai Rezanov, nobre e estadista russo (n. 1764).
- 1808 — Cristiano VII da Dinamarca (n. 1749).
- 1823 — John Jervis, almirante e político britânico (n. 1735).
- 1826 — Conrad Loddiges, horticultor e botânico britânico (n. 1738).
- 1838 — Poul Møller, filósofo dinamarquês (n. 1794).
- 1845 — John Frederic Daniell, químico e físico britânico (n. 1790).
- 1850 — Juan Martín de Pueyrredón, general e político argentino (n. 1776).
- 1854 — Jean-Baptiste, Conde de Villèle, político francês (n. 1773).
- 1857 — William Amherst, 1.º Conde de Amherst (n. 1773).
- 1865 — Eduard von Bonin, militar prussiano (n. 1793).
- 1867 — Luísa Carolina de Hesse-Cassel, nobre alemã (n. 1789).
- 1870 — Charles Forbes René de Montalembert, escritor, político e polemista francês (n. 1810).
- 1876 — Joseph von Führich, pintor austríaco (n. 1800).
- 1879 — Adolf Anderssen, matemático e enxadrista alemão (n. 1818).
- 1881 — Alexandre II da Rússia (n. 1818).
- 1892 — Luís IV de Hesse-Darmstadt (n. 1837).

### Século XX
- 1901 — Benjamin Harrison, general e político americano (n. 1833).
- 1906 — Susan B. Anthony, ativista feminista estado-unidense (n. 1820).
- 1913 — Joaquim de Sousa Lobo, político brasileiro (n. 1832).
- 1915 — Serguei Witte, político russo (n. 1849).
- 1918 — César Cui, compositor, crítico musical e militar russo (n. 1835).
- 1920 — Charles Lapworth, geólogo britânico (n. 1842).
- 1933 — Robert T. A. Innes, astrônomo britânico (n. 1861).
- 1938 — Clarence Darrow, advogado e escritor estado-unidense (n. 1857).
- 1945 — Custódio Mesquita, compositor, pianista e regente brasileiro (n. 1910).
- 1946 — Werner von Blomberg, marechal-de-campo alemão (n. 1878).
- 1952 — Johan Nygaardsvold, político norueguês (n. 1879).
- 1957
  - Helena Vladimirovna da Rússia (n. 1882).
  - Lena Ashwell, atriz e gerente de teatro britânica (n. 1872).
- 1964 — Kitty Genovese, cidadã estado-unidense (n. 1935).
- 1965
  - Corrado Gini, estatístico italiano (n. 1884).
  - Vittorio Jano, engenheiro italiano (n. 1891).
- 1971 — Rockwell Kent, pintor e ilustrador estado-unidense (n. 1882).
- 1975 — Ivo Andrić, romancista, poeta e contista iugoslavo, ganhador do Prêmio Nobel (n. 1892).
- 1983 — Louison Bobet, ciclista francês (n. 1925).
- 1986 — José Vieira Alvernaz, religioso português (n. 1898).
- 1988
  - John Holmes, ator estado-unidense (n. 1944).
  - Patesko, futebolista brasileiro (n. 1910).
- 1989 — Peter Paul Hilbert, arqueólogo alemão (n. 1914).
- 1990 — Bruno Bettelheim, psicólogo e escritor austríaco-americano (n. 1903).
- 1992
  - Irmã Dulce, religiosa brasileira (n. 1914).
  - Osvaldo Alfredo Reig, biólogo e paleontólogo argentino (n. 1929).
- 1995 — Odette Hallowes, enfermeira e espiã francesa (n. 1912).
- 1996
  - Krzysztof Kieślowski, diretor e roteirista polonês (n. 1941).
  - Lucio Fulci, diretor, escritor e ator italiano (n. 1927).
- 1998 — Hans von Ohain, físico e engenheiro teuto-americano (n. 1911).
- 1999
  - Bidu Sayão, soprano brasileira (n. 1902).
  - Lee Falk, cartunista, diretor e produtor estado-unidense (n. 1911).

### Século XXI
- 2001
  - John A. Alonzo, ator e cineasta americano (n. 1934).
  - Encarnacion Alzona, historiadora e educadora filipina (n. 1895).
- 2002 — Hans-Georg Gadamer, filósofo e estudioso alemão (n. 1900).
- 2004 — Franz König, cardeal austríaco (n. 1905).
- 2005 — Lyn Collins, cantora estado-unidense (n. 1948).
- 2006
  - Valfrido Pilotto, escritor, historiador e filósofo brasileiro (n. 1903).
  - Jimmy Johnstone, futebolista britânico (n. 1944).
  - Maureen Stapleton, atriz estado-unidense (n. 1925).
- 2007
  - Jorge Díaz, arquiteto, pintor e dramaturgo chileno (n. 1930).
  - Arnold Skaaland, wrestler e empresário estado-unidense (n. 1925).
  - Dario de Almeida Magalhães, jornalista brasileiro (n. 1908).
- 2009
  - Betsy Blair, atriz americana (n. 1923).
  - Alan Livingston, empresário americano (n. 1917).
  - Andrew Martin, wrestler canadense (n. 1975).
  - Medet Sadyrkulov, político quirguiz (n. 1953).
- 2010 — Jean Ferrat, cantor e compositor francês (n. 1930).
- 2013 — Clive Burr, baterista e compositor britânico (n. 1957).
- 2014
  - Paulo Goulart, ator brasileiro (n. 1933).
  - Ahmad Tejan Kabbah, economista, advogado e político serra-leonês (n. 1932).
- 2016 — Hilary Putnam, filósofo, matemático e cientista da computação americano (n. 1926).
- 2018 — Bebeto de Freitas, ex-técnico de vôlei e dirigente de futebol brasileiro (n. 1950).
- 2021 — Murray Walker, jornalista e comentarista de automobilismo britânico (n. 1923).
- 2022 — William Hurt, ator americano (n. 1950).
- 2023 — Canisso, baixista brasileiro (n. 1965).
- 2025 — Miguel Macedo, político português (n. 1959)

## Feriados e eventos cíclicos
Brasil
- Dia Nacional da Luta contra a Endometriose

### Cristianismo
- Nicéforo I de Constantinopla
- Rodrigo de Córdova

## Outros calendários
- No calendário romano era o 3.º dia (III) antes dos idos de março.
- No calendário litúrgico tem a letra dominical B para o dia da semana.
- No calendário gregoriano a epacta do dia é xviii.